# Strada statale 70 (Polonia)
La strada statale 70 (sigla DK 70, in polacco droga krajowa 70) è una strada statale polacca che attraversa il Paese da Łowicz a Zawady.